# Niellé
Niellé – miasto w Wybrzeżu Kości Słoniowej, w dystrykcie Savanes, w regionie Tchologo, w departamencie Ouangolodougou.